# Къри (смес от подправки)
Вижте пояснителната страница за други значения на Къри.
Къри е смес от подправки, произлизаща от южноазиатската кухня. Кърито, което се използва в западната кухня и има сравнително стандартизиран състав, няма точно съответствие с оригиналната рецепта на смеската от подправки, ползвана в Южна Азия и наричана по същия начин.
Най-често използваните подправки за къри са куркума, кориандър, кимион, червен пипер и сминдух. В зависимост от рецептата може да се добавят и джинджифил, черен пипер, канела, кардамон, резене, индийско орехче, карамфил и др.
Самата куркума има много приятен аромат, но не толкова приятен вкус, затова се подобрява с други подправки.